# A Northern Affair
A Northern Affair es una película nigeriano-ghanesa de drama romántico de 2014 dirigida por Leila Djansi. Está protagonizada por John Dumelo, Joselyn Dumas y Kofi Adjorlolo.

## Sinopsis
La relación romántica entre la enfermera Esaba Jomo (Joselyn Dumas) y el doctor Manuel Quagraine (John Dumelo), que trabajan juntos en una clínica en un remoto pueblo de pescadores, se ve amenazada cuando se revelan sus secretos.

## Elenco
- John Dumelo como Manuel Quagraine
- Joselyn Dumas como Esaba Jomo
- Kofi Adjorlolo
- Jon Germain
- Randall Obeng Sakyi
- Eddie Coffie
- Ben Torto
- Berverly Afaglo
- Irene Asante
- Maame Dufie Boateng
- Gifty Temeng

## Recepción
Nollywood Reinvented elogió la dirección, producción, historia y originalidad de la película, que mantiene una calificación del 46% en el sitio.

## Premios
El 30 de noviembre de 2013, antes de su estreno, ganó ocho premios en los Ghana Movie Awards incluyendo las categorías Mejor edición(Dave Golberg), Mejor música o canción original (Jon Germain And Kofi Akyeame), Mejor mezcla y edición de sonido (Shaun Burdick), Actor de principal (John Dumelo) y actriz de reparto (Joselyn Dumas). También ganó el Premio de la Academia de Cine de África al Mejor Diseño de Producción en su décima edición.